# Anna Morkisz
Anna Morkisz (ur. 23 lipca 1914 w Hajdukach Wielkich, zm. 5 czerwca 1962 w Świętochłowicach) – nauczycielka, instruktorka harcerska, działaczka ruchu oporu.

## Życiorys
Ukończyła szkołę powszechną w Hajdukach Wielkich obecnie Chorzów Batory, dzielnica Chorzowa, następnie w 1924 podjęła naukę w Miejskim Gimnazjum Żeńskim w Królewskiej Hucie (obecnie Chorzów). W latach 1928–34 kontynuowała naukę w Państwowym Seminarium Nauczycielskim Żeńskim w Nowej Wsi (Wirek). Po ukończeniu nauki podjęła pracę jako nauczycielka w Szkole Powszechnej nr 2 w Hajdukach Wielkich. Niektórzy historycy podają, iż uczyła w Szkole Powszechnej nr 1 w Świętochłowicach.
Od szkoły powszechnej związana z harcerstwem, podczas okupacji działaczka tajnego harcerstwa. Wysoki poziom organizacyjny oraz ideowy harcerstwa żeńskiego na Górnym Śląsku sprawił, iż jako jedyna to organizacja konspiracyjna praktycznie uniknęła dekonspiracji oraz represji. Od 1940 kierowniczka jednego z pięciu rejonów Chorągwi Śląskiej Harcerek, obejmującego obszar Chorzowa, Siemianowic i Świętochłowic (pozostałymi rejonami kierowały: Adela Korczyńska, Janina Lewicka, Jadwiga Nowarowa, Łucja Zawada.
Po zakończeniu wojny podjęła ponownie pracę w szkolnictwie oraz działalność w harcerstwie. Od 1946 w składzie Komendy Śląsko-Dąbrowskiej Chorągwi Harcerek, jako kierownik Referatu Służby. Współprowadząca pierwszego powojennego obozu szkoleniowego harcerek w Panewnikach (obecnie dzielnica Katowic).
Zmarła 5 czerwca 1962 w Świętochłowicach.